# Herman Solnik

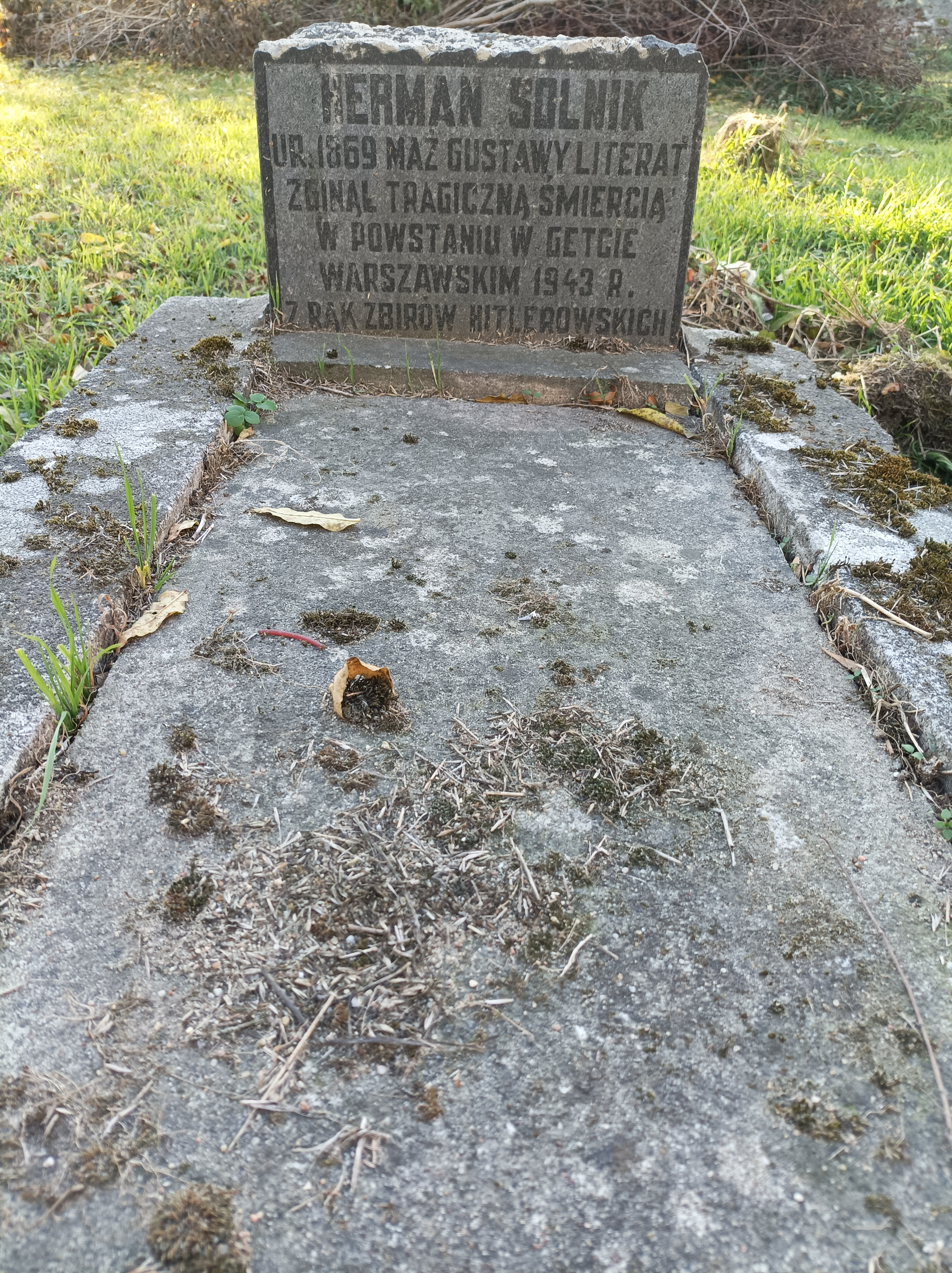
Symboliczny nagrobek Hermana Solnika na cmentarzu żydowskim w Kaliszu

Herman (Herszel) Solnik, właściwie Zevi Solnik (ur. 25 lutego 1869 w Błaszkach, zm. 1943 w Warszawie) – żydowski działacz społeczny i polityczny, pisarz, poeta, publicysta, syjonista.

## Życiorys
Był synem Szmula i Feiwel Bajli. Około 1890 studiował w rabinackim kolegium w Kaliszu. Pierwszy poemat „Jerusalem” Solnik wydrukował w Londynie w „Yedisher Historiker” – Historyk Żydowski, następnie publikuje artykuły w żydowskich pismach takich jak „Weg” – Droga, „Unzer Leben” – Nasze Życie i w krakowskiej „Hashavua” – Tydzień.
W 1912 napisał cykl poematów, który wydrukowano w tym samym roku w Warszawie pod tytułem „Himel und Erd” – Niebo i Ziemia. W roku 1925 w Łodzi drukuje zbiór składający się z czterech tomów pod tyt. „Di Yetzige Zeit” – Dzisiejszy czas. Od roku 1922 Zevi już wtedy używający swego drugiego imienia Herman redaguje „Kaliszer Blat” – Gazeta Kaliska, a od 1927 r. zostaje redaktorem literackim „Kaliszer Leben” – Życie Kaliskie, drukuje tam liczne opowiadania, wiersze, felietony i artykuły krytycznoliterackie. Mieszkając w Kaliszu i będąc jego znaną osobistością nie zapominał Solnik o swoim rodzinnym miasteczku, z jego projektu zaczęto umieszczać informacje z życia skupisk żydowskich ówczesnego powiatu kaliskiego, a on sam był autorem kilku relacji z Błaszek. W 1931 r. publikuje w Warszawie książkę Fun alten kloister – Ze starego klasztoru, zawierającą legendy i opowiadania związane z Błaszkami i ówczesnym powiatem kaliskim.
Był inicjatorem ruchu syjonistycznego na ziemi kaliskiej. Od 1896 r. Solnik był przewodniczącym Organizacji Syjonistycznej w Kaliszu, a w 1900 r. zostaje delegatem na IV Kongres Syjonistyczny odbywający się w Londynie. W listopadzie 1919 r. już w niepodległej Polsce, Solnik jako projektodawca legalnej Organizacji Ogólnych Syjonistów podpisał statut związku. Ze względów zdrowotnych Solnik odmawia uczestnictwa w ostatnim przedwojennym kongresie syjonistycznym, przeznaczając swe honorarium na rzecz delegacji młodzieży syjonistycznej.
Całą jego bogatą twórczość pochłonęła pożoga II wojny światowej, a sam Solnik jak większość kaliskich Żydów zostaje wygnany ze swego miasta. Przyjeżdża do Warszawy. Zostaje zamordowany w 1943 r. podczas powstania w getcie warszawskim. Nie wiadomo gdzie znajduje się jego mogiła; już po wojnie na żydowskim cmentarzu w Kaliszu postawiono symboliczny grób upamiętniający postać literata i organizatora syjonizmu kaliskiego.